# アモリ・ルボー
アモリ・ルボー（Amaury Leveaux、1985年12月2日 - ）はフランスの競泳選手。
北京オリンピック男子4x100m フリーリレーと50m 自由形で銀メダルを獲得した。

## 自己ベスト
- 長水路
  - 50 m 自由形: 21秒25
  - 100 m 自由形: 47秒76
  - 200 m 自由形: 1分46秒54
  - 400 m 自由形: 3分48秒99
  - 50 m バタフライ: 23秒82
  - 100 m バタフライ: 52秒76
- 短水路
  - 50 m 自由形: 20秒48
  - 100 m 自由形: 44秒94
  - 200 m 自由形: 1分43秒90
  - 50 m バタフライ: 22秒18
  - 100 m バタフライ: 52秒19